# Dominic Benhura

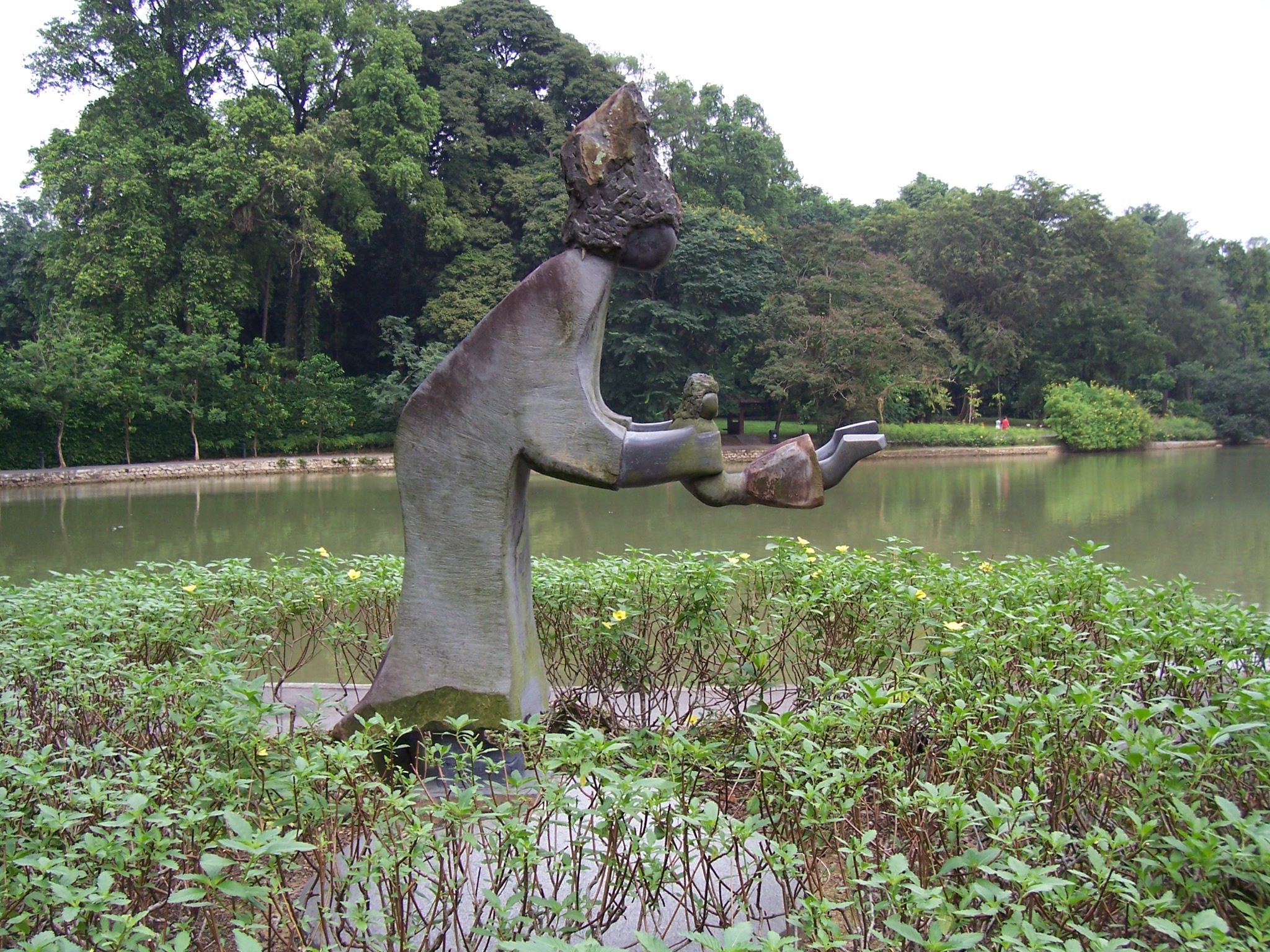
Estatua de Benhura titulada Swing Me Mama (1995) en el Jardín Botánico de Singapur

Dominic Benhura es un escultor de Zimbabue de fama internacional , nacido el año 1968 en Murewa.

## Datos biográficos
Dominic Benhura nació en Murewa, al noreste de Harare; allí fue criado por su madre sin presencia del padre que había muerto antes del nacimiento. Asistió a la escuela primaria con excelentes resultados. Al ser tan buen estudiante tuvo opción de continuar su formación, trasladándose con diez años a vivir con su tío Sekuru Gutsa en Tafara , un suburbio de Harare Allí asistió a la escuela y pudo aprender más acerca de la escultura. En su desarrollo artístico, recibió el apoyo de su primo Tapfuma Gutsa , un escultor famoso de Zimbabue. Benhura comenzó puliendo las esculturas de su primo , y pronto comenzó a tallar sus propias obras , haciendo pequeños recortes antes de pasar a las piedras grandes . Vendió su primera pieza a los doce años. En 1987, coincidiendo con el final de sus estudios, ya mostró sus obras en el Parque de Esculturas Chapungu en Harare con el apoyo de Roy Guthrie. Se unió a los alumnos del Centro de Escultura Chapungu vinculado al parque en 1990. Permaneció allí hasta 1995, cuando se compró una casa en Athlone .
Su desarrollo artístico está relacionado con una amplia variedad de motivos. Entre sus obras hay plantas, árboles, reptiles, animales, y las composiciones que expresan las emociones sin rostro humano: sus obras se refieren a la relación entre madre e hijo, y los niños que juegan juntos. Su obra escultórica se basa en las tradiciones de la escultura de Shona . Especializada en la transformación de rocas de silicato de algunas regiones zimbabuesas ( esteatita , serpentina , facies de esquistos verdes ), a veces conocida al sur de África como  Verdita.
Ha participado en exposiciones y talleres  en muchos lugares de todo el mundo : Australia , Botsuana , Bélgica , Dinamarca , Alemania , Países Bajos y Estados Unidos .
En 2008 una gran exposición individual de su obra se muestra en el Hortus Botanicus Leiden , Leiden. 
Dominic Benhura trabajó inicialmente con piedra y después incluyó el metal. Tras alcanzar la fama se ha dedicado al desarrollo de nuevos proyectos. El 27 de diciembre de 2007 se convirtió en director de la Comunidad Artística Tengenenge fundada por Tom Blomefield . 
Benhura forma parte de la segunda generación de talladores de piedra de Zimbabue.